# Ősz Dénes
Ősz Dénes (Budapest, 1915. augusztus 16. – Bergisch Gladbach, 1980. május 2.) festő.

## Pályafutása
1936 és 1941 között a Magyar Képzőművészeti Főiskolán tanult. Tanított az 1946-ban létrejött nyíregyházi Bessenyei György Képzőművészeti Szabadiskolán. 1947-től Budapesten élt, 1954-ben Bíró Géza festőművésszel közösen a Hungária (New York) Kávéház freskóinak restaurálási munkáit végezte. 1959-ben megkapta a vasutas-szakszervezet pályadíját. Művei megtalálhatóak a Gundel Étteremben, Pécsett, a Magyar Nemzeti Galériában és a nyíregyházi Jósa András Múzeumban.

## Egyéni kiállítások
- 1947 • Fókusz Galéria, Budapest
- 1948 • Fészek Klub, Budapest
- 1958 • Csók Galéria, Budapest
- 1962 • La Galerie Cambeceres, Párizs. Válogatott csoportos kiállítások

## Válogatott csoportos kiállítások
- 1946 • Fiatal magyar képzőművészek, Fővárosi Képtár, Budapest
- 1948 • Szociáldemokrata párt képzőművész tagozata. 40 szocialista művész csoportkiállítása, volt Ernst Múzeum, Budapest
- 1952 • Tavaszi tárlat a Műcsarnokban, Műcsarnok, Budapest • Arcképkiállítás, Ernst Múzeum, Budapest
- 1953-55 • 4-6. Magyar Képzőművészeti kiállítás, Műcsarnok, Budapest
- 1957 • Tavaszi Tárlat, Műcsarnok, Budapest • III. Országos Képzőművészeti kiállítás, Miskolc
- 1959 • 7. Magyar Képzőművészeti kiállítás, Műcsarnok, Budapest
- 1960 • Képzőművészetünk a felszabadulás után, Magyar Nemzeti Galéria, Budapest • Dolgozó emberek között, Ernst Múzeum, Budapest
- 1969 • Benczúrtól napjainkig, Megyei Művelődési Központ, Nyíregyháza
- 1970 • Szabolcs-szatmári képzőművészek kiállítása Ungváron, Vármúzeum, Ungvár
- 1985 • Negyven év Szabolcs-Szatmár képzőművészetében, Ungvár.